# Sirens
Sirens (рус. «Сирены») — демо-альбом американской певицы Лана Дель Рей под сценическим псевдонимом Мэй Джейлер. Альбом был записан и выпущен в 2005 году. В сети альбом появился в мае 2012 года на YouTube в формате видео. В альбом вошли некоторые песни из предыдущих мини-сборников "Young like Me" и "From the End".

## Создание
Альбом состоит исключительно из акустических композиций без каких-либо наложенных студийных спецэффектов, все песни написаны Ланой Дель Рей (Мэй Джейлер) без чьей-либо помощи. На момент работы над альбомом певица только начинала заниматься сочинением музыки и освоением акустической гитары - как следствие, многие песни написаны в одной тональности.

## Список композиций
Полный треклист альбома взят из музыкального журнала New Musical Express (NME). Официальные названия известны лишь у нескольких песен - A Star For Nick,  Out with a Bang, Junky Pride. Названия остальных были придуманы фанатами на основе слов из текстов, но утвержденными самой Грант не являются.
| №                   | Название                    | Автор(ы)            | Длительность |
| ------------------- | --------------------------- | ------------------- | ------------ |
| 1.                  | «Drive By (For K, Часть 1)» | Элизабет Грант      | 2:51         |
| 2.                  | «Next To Me»                | Грант               | 2:41         |
| 3.                  | «A Star For Nick»           | Грант               | 2:43         |
| 4.                  | «My Momma»                  | Грант               | 3:25         |
| 5.                  | «Bad Disease»               | Грант               | 3:42         |
| 6.                  | «Out With A Bang»           | Грант               | 3:19         |
| 7.                  | «Dear Elliot»               | Грант               | 4:33         |
| 8.                  | «Try Tonight»               | Грант               | 3:35         |
| 9.                  | «Peace»                     | Грант               | 5:48         |
| 10.                 | «I'm Indebted To You»       | Грант               | 3:59         |
| 11.                 | «Pretty Baby»               | Грант               | 3:39         |
| 12.                 | «Aviation»                  | Грант               | 3:11         |
| 13.                 | «Move»                      | Грант               | 4:13         |
| 14.                 | «Junkie Pride»              | Грант               | 2:52         |
| 15.                 | «Birds of a Feather»        | Грант               | 2:46         |
| Общая длительность: | Общая длительность:         | Общая длительность: | 53:17        |

## Отзывы критиков
Альбом получил положительный отклик среди обозревателей, которые отметили незамысловатость в музыкальном плане и мягкий, приятный вокал.
Беки Бэйн из Idolator писала, что "хотя голос Грант часто слабый и нетвердый, на всех этих незатейливых треках она звучит нежно и мило", отметив также, что "довольно свежо слышать поющей в удобном для неё регистре Лану/Лиззи/Мэй, которой нет нужды  петь головным голосом и прибегать к воркованию заигрывающей жеманной штучки, слышному на протяжении всего альбома Born to Die".
Том Бриэн из Stereogum так отозвался о работе: "Песни из Sirens, которые Лана поет дрожащим голосом в сопровождении акустической гитары, хорошо показывают томную таинственность, которая позже раскроется и определит её имидж, но они также демонстрируют иное - хрупкое, наркотически-дымчатое звучание Ли Хэзлвуда"